# Brookula exquisita
Brookula exquisita is een slakkensoort, de plaatst in een familie is onzeker. De wetenschappelijke naam van de soort is voor het eerst geldig gepubliceerd in 1961 door Clarke.